# Søerne
Søerne è un insieme di 5 laghi che circondano il centro della città di Copenaghen da nord. Questi cinque laghi erano prima del XVI secolo, un braccio di mare, prima che fosse arginato.
I due laghi meridionali sono chiamati Sankt Jørgens Sø (italiano: "Lago San Giorgio"). Il lago centrale si chiama Peblinge Sø (italiano: "Lago degli studenti"). I due laghi settentrionali sono chiamati Sortedams Sø (italiano: "Lago della diga nera").
I laghi sono importanti aree ricreative per gli abitanti di Frederiksberg e Nørrebro, la circonferenza totale dei tre bacini è di 6350 metri.

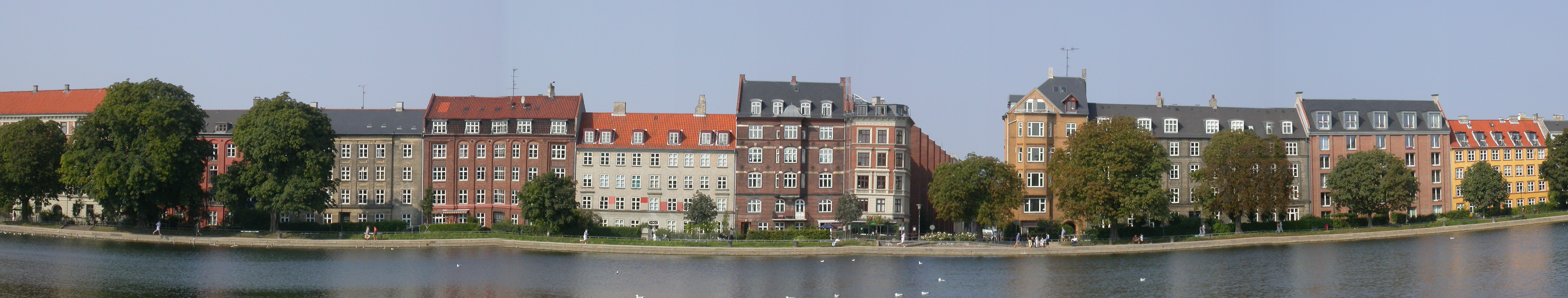
Vista panoramica su Nørrebro del lago Peblinge